# Phalera postaurantia
Phalera postaurantia är en fjärilsart som beskrevs av Rothschild 1917. Phalera postaurantia ingår i släktet Phalera och familjen tandspinnare. Inga underarter finns listade i Catalogue of Life.